# Black Africa Football Club
El Black Africa es un club de fútbol de Namibia que juega en la principal categoría del país, la Premier League de Namibia.

## Historia
Fue fundado en el año 1986 en la capital Windhoek y es el equipo que más veces ha ganado la Liga Premier.

## Palmarés
- Premier League de Namibia: 10

1987, 1989, 1995, 1998, 1999, 2011, 2012, 2013, 2014, 2019
- NFA-Cup: 3

1990, 1993, 2004
- MTC Christmas Cup: 4

2001, 2002, 2003, 2004
- Copa Sam Nujoma: 2

2004, 2005

## Participación en competiciones de la CAF
| Temporada | Torneo                            | Ronda      | Club                | Casa  | Visita | Global |
| --------- | --------------------------------- | ---------- | ------------------- | ----- | ------ | ------ |
| 1991      | Recopa Africana                   | 1          | Primero de Agosto   | 1-2   | 0-7    | 1-9    |
| 1994      | Recopa Africana                   | Preliminar | Bantu FC            | w.o.1 | w.o.1  | w.o.1  |
| 1996      | Copa Africana de Clubes Campeones | Preliminar | Township Rollers FC | 4-0   | 1-2    | 5-2    |
| 1996      | Copa Africana de Clubes Campeones | 1          | Petro Atlético      | 1-1   | 0-2    | 1-3    |
| 2000      | Liga de Campeones de la CAF       | Preliminar | Notwane FC          | 4-2   | 1-1    | 5-3    |
| 2000      | Liga de Campeones de la CAF       | 1          | DC Motema Pembe     | w.o.1 | w.o.1  | w.o.1  |
| 2014      | Liga de Campeones de la CAF       | Preliminar | Kaiser Chiefs       | 1-1   | 0-3    | 1-4    |

1- Black Africa abandonó el torneo.